# CAT (Amateurfunk)
CAT steht als Abkürzung für  Computer Aided Transceiver (selten auch für  Computer Aided Tuning), und beschreibt das Verfahren, einen Sendeempfänger (englisch Transceiver) oder auch nur einen Empfänger mithilfe eines PCs (Personal Computer oder Notebook) fernzusteuern. Die Abkürzung CAT hat sich insbesondere im Amateurfunk eingebürgert.

## Anwendung
Moderne (Amateur-)Funkgeräte sind durchweg digital gesteuert. Viele Hersteller statten diese mit einer Schnittstelle aus, über die eine Kommunikation mit weiteren Funkgeräten oder aber mit einem Computer stattfinden kann. So können mehrere Geräte, z. B. Sender und Empfänger, gegenseitig Daten austauschen, wie Frequenz und Betriebsart. Ferner hat der Funkamateur die Möglichkeit, sein Funkgerät fernzusteuern oder die Informationen von anderen Programmen auswerten zu lassen, z. B. automatisches Aufnehmen der Daten ins Logbuch oder Abstimmen des Transceivers auf eine DX-Station. Somit können auch Daten aus einem DX-Cluster direkt zur Steuerung des Transceivers verwendet werden. Dies findet z. B. im modernen Amateurfunkcontest Anwendung. Auch eine Doppler-Korrektur beim Betrieb über Satelliten (OSCAR) ist möglich.
Über CAT können teilweise sehr viele Parameter des Funkgerätes ausgelesen und verändert werden, zumindest aber die Frequenz und die Betriebsart, außerdem viele spezifische Funktionen wie Filter, Abschwächer, Vorverstärker, Schwundregelung, Sendeleistung, Speicherkanäle etc. Diese Funktionen variieren sehr von Hersteller zu Hersteller und von Modell zu Modell.
Die Kommunikation erfolgt in der Regel seriell, jedoch nicht pegelkonform zum RS-232-Standard. Viele Geräte verarbeiten nur TTL-Pegel, beim Anschluss an einen PC ist daher ein Pegelkonverter notwendig. Geläufig findet sich die Bezeichnung CAT-Kabel, was eine fertig konfektionierte Einheit aus Stecker, Pegelkonverter und Verbindungsleitung darstellt. CAT-Kabel werden von vielen Herstellern als Zubehör angeboten, können aber auch selbst relativ einfach hergestellt werden.
Mit dem zunehmenden Einsatz des PCs im Amateurfunk und der Digitalisierung der Transceiver bei immer weiter gehender Komplexität der Bedienmöglichkeiten erfreut sich das CAT immer größerer Beliebtheit bei Funkamateuren, nicht zuletzt auch durch das Vorhandensein leistungsfähiger CAT-Programme diverser Autoren für den PC, darunter auch viele Freeware. So ziehen es viele Funkamateure vor, ihren Transceiver bequem per Mausklick zu bedienen, statt sich mit kleinen Tasten und unverständlichen Menüs abzugeben.
Durch das CAT-System kann das Funkgerät auch abgesetzt vom Operator betrieben werden, z. B. auf dem Dachboden, nah bei den Antennen oder an einem ganz anderen Ort auf der Welt. Die Datenkommunikation wird dann via Fernwartung über das Internet vorgenommen. Hier ist noch sehr viel Spielraum für Experimente.
Auch Drittgeräte benutzen die CAT-Schnittstelle lesend. So können zum Beispiel Verstärker-Endstufen (auch PA, Amplifier genannt) oder Steuergeräte von dynamischen Antennensystemen die Sendefrequenz vom Funkgerät auslesen und zur eigenen Abstimmung nutzen. Da es sich dabei meistens um einen TTL-Bus handelt, können die Geräte problemlos in die Leitung eingeschleift werden (Y-Kabel).